# NGC 4647
NGC 4647 је спирална галаксија у сазвежђу Девица која се налази на NGC листи објеката дубоког неба.
Деклинација објекта је + 11° 34' 58" а ректасцензија 12h 43m 32,5s. Привидна величина (магнитуда) објекта NGC 4647 износи 11,4 а фотографска магнитуда 12,1. Налази се на удаљености од 16,8000 милиона парсека од Сунца. NGC 4647 је још познат и под ознакама UGC 7896, MCG 2-33-1, CGCG 71-15, IRAS 12410+1151, VCC 1972, VV 206, ARP 116, KCPG 353A, PGC 42816.